# Oxnard (Kalifornija)
Oxnard je grad u američkoj saveznoj državi Kalifornija. Prema popisu stanovništva iz 2010. u njemu je živjelo 197.899 stanovnika.